# فرودگاه کنیاپیسکو
فرودگاه کنیاپیسکو (به انگلیسی: Caniapiscau Aerodrome) یک فرودگاه خصوصی است که یک باند فرود شن و صخره‌ای دارد و طول باند آن ۱۷۲۷ متر است. این فرودگاه در کشور کانادا قرار دارد و در ارتفاع ۵۱۰ متری از سطح دریا واقع شده‌است.